# Škoda Transportation

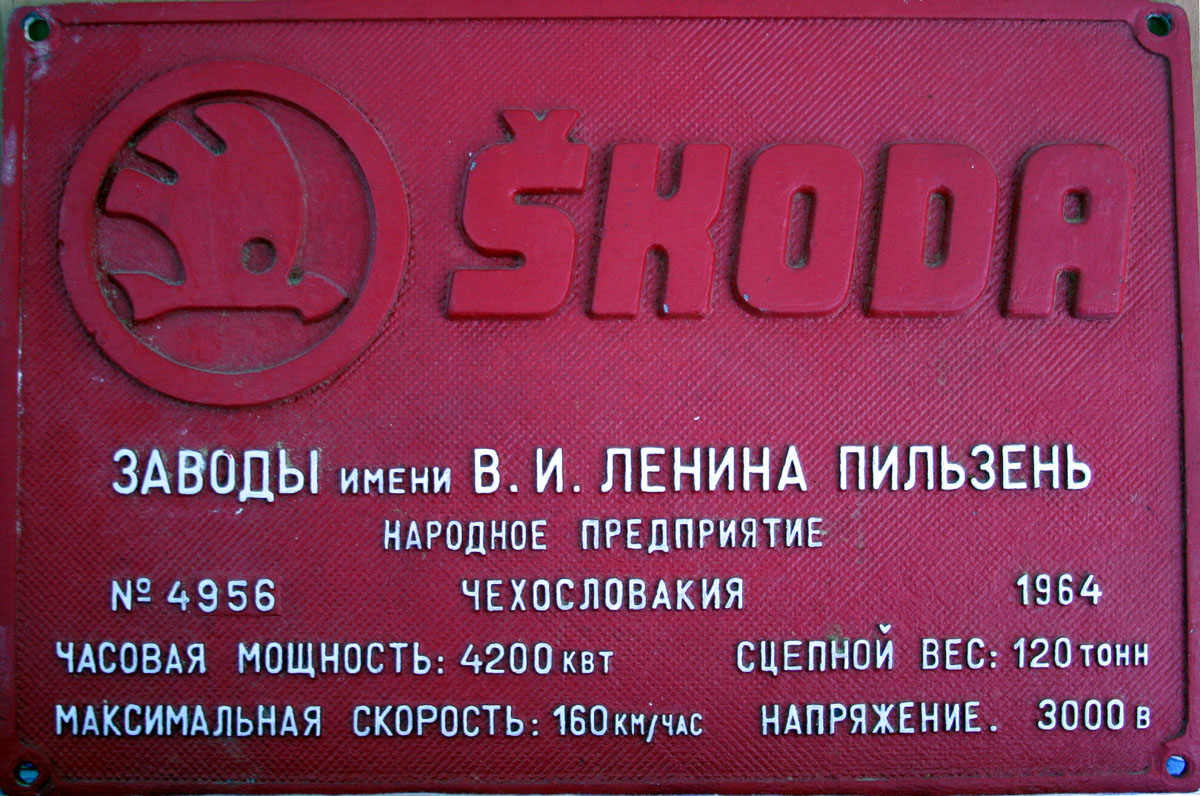
Заводська табличка Škoda з електровоза ЧС2

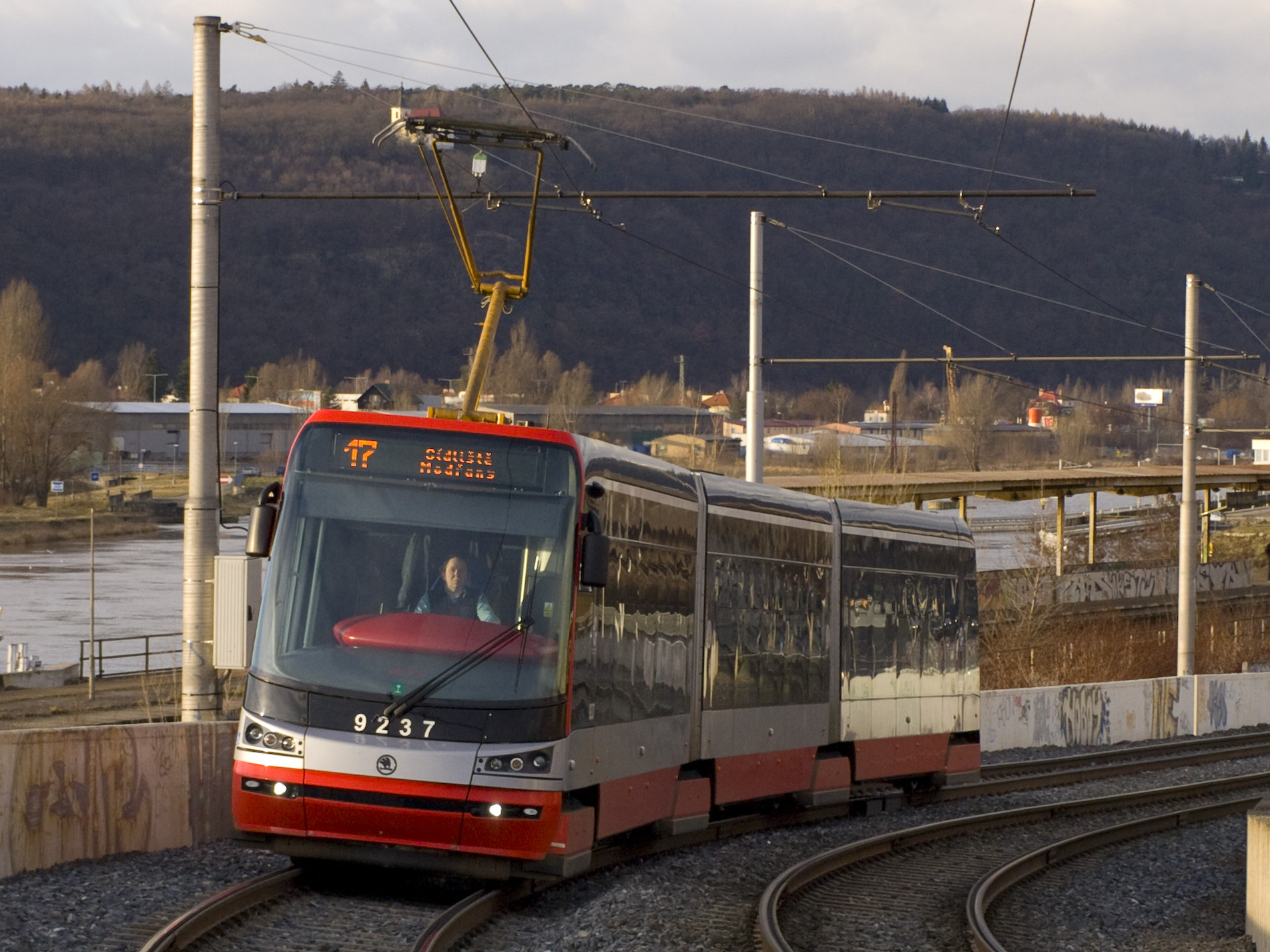
Трамвай Škoda 15T

ŠKODA TRANSPORTATION a.s., спочатку Škodovy závody  (англ. Škoda Works) — локомотивнобудівне підприємство в Чехії, в місті Пльзень, яке виробляє тяговий рухомий склад для потреб залізничного транспорту. Підприємство входить до складу холдингу Škoda Holding.
Локомотиви випущені на заводі експлуатуються в Україні, Португалії, Словаччині, Польщі, Італії, Білорусі, Росії, та в інших країнах.

## Історія
На заводі в 1954 році виробляли: паровози, енергетичне, промислове, підйомно-транспортне, дорожньо-будівельне обладнання, сталеві конструкції.
Для вузькоколійних залізниць СРСР з 1949 по 1951 рр. будувалися паровози Кч4

## Škoda Transportation holding
Основні підрозділи:
- Škoda Electric, фабрика[cs] електричних моторів.
- Škoda Vagonka, фабрики[cs] пасажирського залізничного транспорту. Заснована у 1900 як Staudinger Waggonfabrik A.G.
- Lokel s.r.o., у місті Острава
- Škoda City Service, компанія з обслуговування пасажирського транспорту у місті Пльзень.
- Škoda TVC, компанія з машинерії.
- Škoda Transtech Oy, фінська фабрика автобусів та трамваїв.
- Pars nova, компанія[cs] з виробництва та модернізації залізничного транспорту в місті Šumperk.
- VÚKV a.s. (Výzkumný ústav kolejových vozidel[cs]), празька компанія займається розробкою та випробуванням рейкових транспортних засобів, їх вузлів та інших комплектуючих в галузі транспортного машинобудування. Вона пропонує також консультаційні послуги в даній галузі.
- POLL, компанія з розробки та впровадження електронних систем для застосування в силовій електроніці.
- LOKEL s.r.o., проектна і виробнича організація, яка орієнтується на електрооснащення рейкових транспортних засобів, має в своєму розпорядженні власні ноу-хау, володіє проектною, дослідною, виробничою та сервісною базою в місті Острава-Грабувка.
- Ganz-Skoda Electric, угорський виробник[hu] електричного транспорту та моторів для тролейбусів.
- Autobusová doprava — Miroslav Hrouda s.r.o., компанія[cs] з виробництва гібридних автобусів у місті Zbiroh окрес Рокицани Пльзенського краю.
- Škoda Transportation Deutschland GmbH, торгова та сервісна фірма у регіоні Німеччини, Австрії та Швейцарії, офіс в Мюнхені.

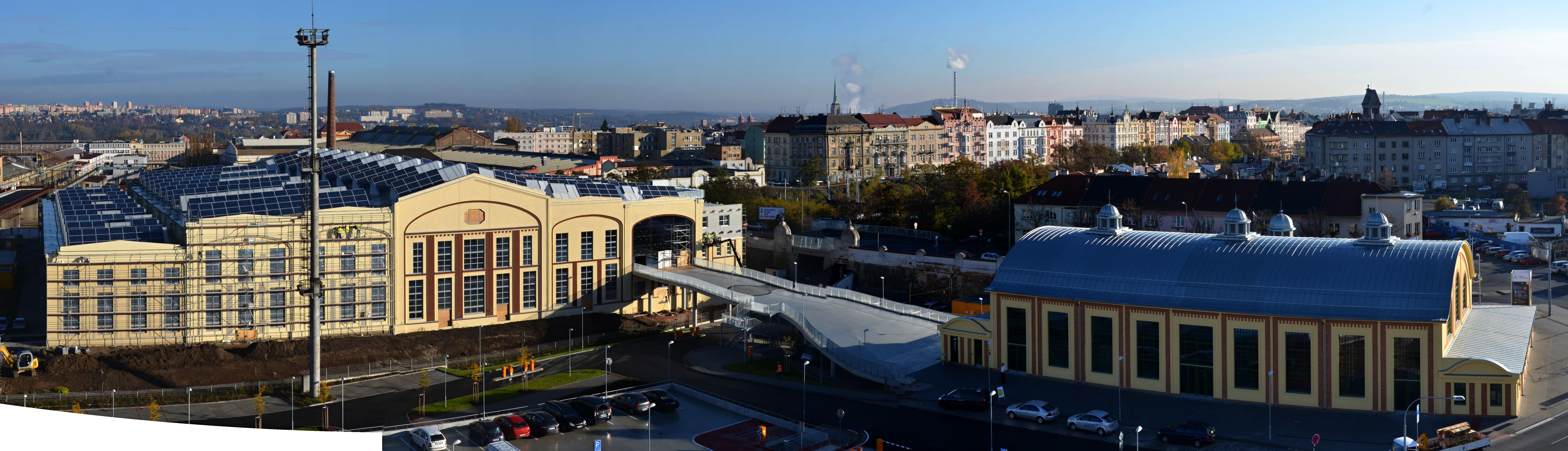
Techmania Science Center у місті Плзень

- Techmania Science Center o.p.s., разом з Західночеським університетом у Пльзені — молодіжний центр заохочування до наук та технологій;
- та інші підприємства …

## Основні види сучасної продукції
| Продукція                    | Серії | Зображення | Тип              | Оператор                                                                              |
| ---------------------------- | --- | ---------- | ---------------- | ------------------------------------------------------------------------------------- |
| Škoda 109 E                  | - ČD Class 380 - ZSSK Class 381 |            | Електровоз       | - ČD - ZSSK                                                                           |
| CityElefant                  | - ČD Class 471 - LG Class 575 - ZSSK Class 671 - UZ Class 675                                                                                          |            | Електропоїзд     | - ČD - LG - ZSSK - UZ                                                                 |
| Škoda 7Ev                    | - ČD Class 440 - ČD Class 640 - ČD Class 650 |            | Електропоїзд     | - ČD                                                                                  |
| Dm12                         | - VR Class Dm12 |            | Рейковий автобус | - VR                                                                                  |
| Škoda Elektra Porsche Design | - Škoda 13 T - Škoda 14 T - Škoda 16 T - Škoda 19 T |            | Трамвай          | - Брно - Прага - Вроцлав - Вроцлав                                                    |
| Škoda ForCity                | - Škoda 15 T (Alfa) - Škoda 26 T (Classic) - Škoda 27 T (Classic) - Škoda 28 T (Classic) - Škoda 29 T (Plus) - Škoda 30 T (Plus) - Škoda Artic (Smart) |            | Трамвай          | - Прага, Рига, Китай - Мішкольц - Китай - Конья - Братислава - Братислава - Гельсінки |